# Cuerpo de Blindados de Israel

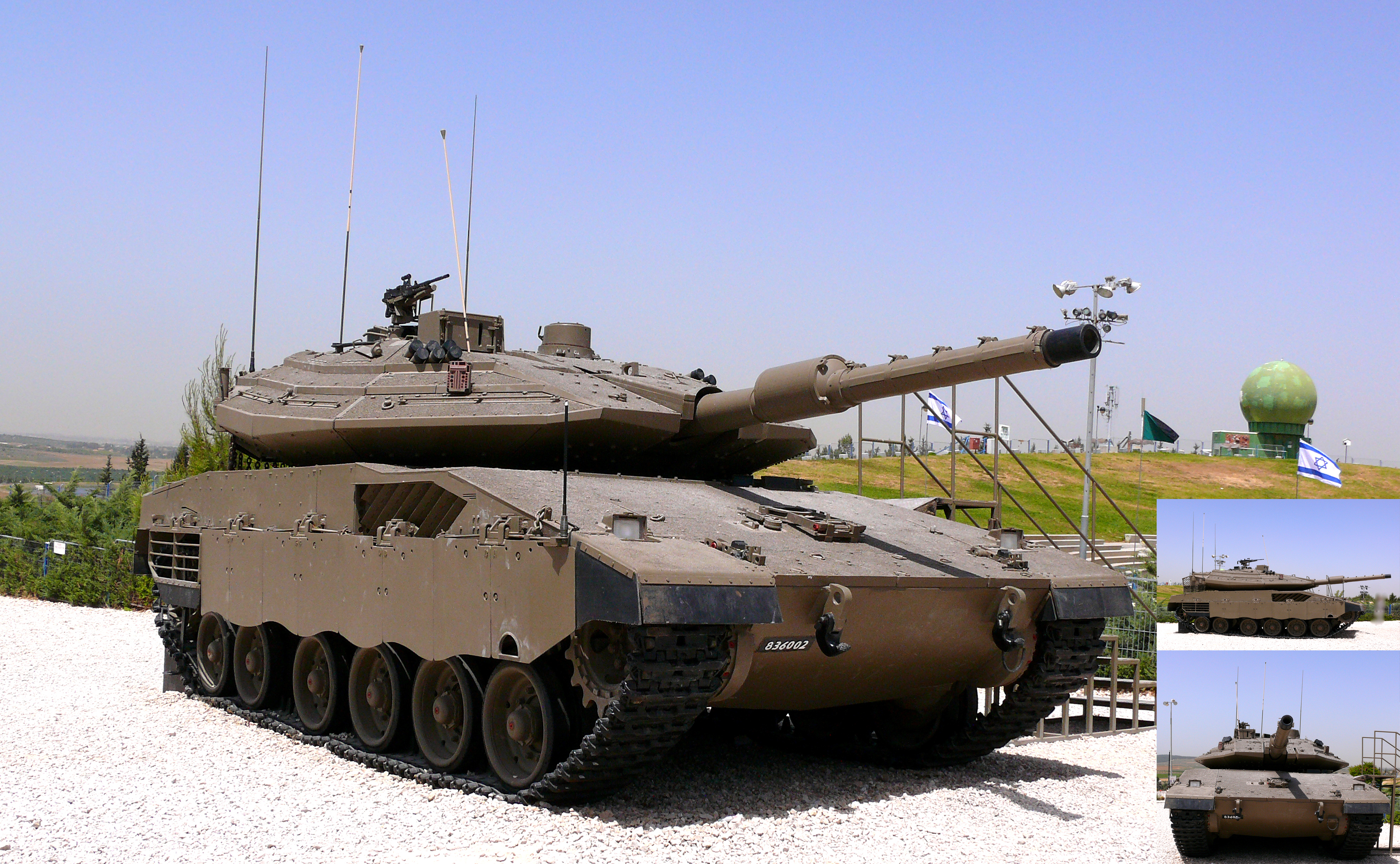
Carro de combate Merkava Mk IV, La Espina Dorsal del Cuerpo de Blindados de Israel

El Cuerpo de Blindados de Israel (en Idioma hebreo: חיל השריון "Heil Ha'Shirion") es uno de los cuerpos de la Fuerzas de Defensa de Israel. Desde 1998 está subordinado al Cuartel General del Ejército (GOC). El Cuerpo de Blindados es el principal cuerpo de maniobra, y basa su fuerza en la utilización de los carros de combate con los que cuenta, muchos de ellos, construidos y/o modificadas de manera autóctona, siendo considerado líder en las tecnologías modernas de blindados y su construcción a nivel mundial. 

## Misiones y Objetivos
En tiempo de guerra, el Cuerpo de Blindados tiene encomendadas dos misiones. Por una parte, encabezar la ofensiva y colaborar en eliminar a las fuerzas enemigas de la zona de combate. Por otro, impedir el avance de los blindados enemigos y destruirlos.
En tiempo de paz, este cuerpo refuerza al Cuerpo de Infantería cuando realiza tareas de seguridad, con los tanques actuando como un búnker móvil.
A la fecha es considerado uno de los mejores equipados y más modernos cuerpos acorazados de tierra en el mundo; solo siendo superados por su reducido número por Estados Unidos y Alemania, y teniendo en su corta vida de servicio unos éxitos operativos insólitos en su ramo.

## Historia
Durante su inicio como estado, Israel tuvo que garantizarse su autodefensa y su orden interno con la Haganá, pero se preveía que sus rivales históricos, los países árabes; que lo superan en potencial y número, estuvieran dispuestos a usar cualquier medio a su alcance para destruir la existencia del estado judío.
En vista de ello, el naciente estado se procuró con países aliados un material de guerra, aunque muy escaso, para su propia defensa.
En tanto, su ejército que tomaba conciencia de la fuerza de su rival, comienza a instruir a sus primeros carristas, y adquiere sus primeros blindados en países como el Reino Unido y Francia (comprando modelos ya desfasados como el AMX-13 y el más sofisticado Centurión, aunque ya deteriorados por su uso extensivo durante la Segunda Guerra Mundial), que le suplieron de una coraza defensiva bastante fuerte, y dotada de carristas convencidos en la superviencia del novato estado israelí, había constituido el núcleo fundamental de las Brigadas Acorazadas de Israel.

## Equipamiento
Este es un breve listado del equipamiento del Cuerpo de Blindados de Israel actualmente:

### Blindados

#### Carros de Combate
| Vehículo              | Tipo de Vehículo           | Tipo de Rodadura  | Cantidad (Aproximada) | Estado                                              | Origen                  |
| --------------------- | -------------------------- | ----------------- | --------------------- | --------------------------------------------------- | ----------------------- |
| Merkhava Mk. 3        | Carro de Combate Principal | Ejes Sobre Orugas | +-1000                | En Servicio                                         | Israel                  |
| Merkhava Mk. 4        | Carro de Combate Principal | Ejes Sobre Orugas | +-1000                | En Servicio                                         | Israel                  |
| Sabra Mk.2            | Carro de Combate Principal | Ejes Sobre Orugas | +-500                 | En Pruebas de Fiabilidad                            | Estados Unidos/ Israel  |
| Caro de Combate M60A3 | Carro de Combate Principal | Ejes Sobre Orugas | +-1350                | Retirados del Servicio Activo, en Estado de Reserva | Estados Unidos          |
| Centurión             | Carro de Combate Principal | Ejes Sobre Orugas | +-1000                | En Servicio                                         | Reino Unido             |
| T-55 Tirán-1          | Carro de Combate Principal | Ejes Sobre Orugas | +-300                 | Retirados del Servicio Activo                       | Unión Soviética/ Israel |
| T-62 Tirán-2          | Carro de Combate Principal | Ejes Sobre Orugas | +-400                 | Retirados del Servicio Activo                       | Unión Soviética/ Israel |
| Magach 1              | Carro de Combate Principal | Ejes Sobre Orugas | +-250                 | Retirados del Servicio Activo                       | Estados Unidos/ Israel  |
| Magach 2              | Carro de Combate Principal | Ejes Sobre Orugas | +-500                 | Retirados del Servicio Activo                       | Estados Unidos/ Israel  |
| M51 Super Sherman     | Carro de Combate Principal | Ejes Sobre Orugas | +-1000                | Retirados del Servicio Activo                       | Estados Unidos/ Israel  |

## Transportes Blindados de Personal
| Vehículo                    | Tipo de Vehículo                      | Tipo de Rodadura  | Cantidad (Aproximada)                                                        | Estado                                                                         | Origen                  |
| --------------------------- | ------------------------------------- | ----------------- | ---------------------------------------------------------------------------- | ------------------------------------------------------------------------------ | ----------------------- |
| Namera APC                  | Transporte Blindado de Personal (APC) | Ejes Sobre Orugas | +-800 (entregados 15, en construcción 485, opcional para otras 400 unidades) | En Servicio Activo, Construidos sobre la base de los Merkava Mk. 4             | Israel                  |
| Namer APC                   | Transporte Blindado de Personal (APC) | Ejes Sobre Orugas | 15(entregados 15, no se produjeron más unidades, se dio prioridad al Namera) | En Servicio Activo Restringido, Construidos sobre la base de los Merkava Mk. 1 | Israel                  |
| T-55 Azcharit               | Transporte Blindado de Personal (APC) | Ejes Sobre Orugas | +-500                                                                        | En Servicio Activo                                                             | Unión Soviética/ Israel |
| Transporte de Tropas M113A3 | Transporte Blindado de Personal (APC) | Ejes Sobre Orugas | +-6000                                                                       | En Servicio Activo                                                             | Estados Unidos/ Israel  |

## Equipos Blindados de Ingeniería
| Vehículo | Tipo de Vehículo                               | Tipo de Rodadura  | Cantidad (Aproximada) | Estado      | Origen              |
| -------- | ---------------------------------------------- | ----------------- | --------------------- | ----------- | ------------------- |
| Nakpadon | Vehículo de Ingenieros basados en el Centurión | Ejes sobre Orugas | +-150                 | En Servicio | Reino Unido/ Israel |
| Puma     | Vehículo de Ingenieros basados en el Centurión | Ejes sobre Orugas | +-150                 | En Servicio | Reino Unido/ Israel |

## Equipamiento de Uso Personal
| Objeto                    | Tipo de Equipo      | Clase | Estado      | Origen |
| ------------------------- | ------------------- | ----- | ----------- | ------ |
| Casco de Carrista OR-601. | Casco de Tripulante | Casco | En Servicio | Israel |
| Casco de Carrista OR-602. | Casco de Tripulante | Casco | En Servicio | Israel |
| Casco de Carrista OR-603. | Casco de Tripulante | Casco | En Servicio | Israel |

## Lista de Referencias
1. 1 2  http://www.army-guide.com/eng/countrys.php?countryID=10
2. ↑  http://www.army-guide.com/eng/countrys.php?countryID=13
3. ↑  http://www.army-guide.com/eng/countrys.php?countryID=5
4. ↑  http://www.portierramaryaire.com/fichas/merkava_1.php
5. ↑  http://www.army-guide.com/eng/product261.html
6. ↑  http://www.army-guide.com/eng/product1602.html
7. 1 2  http://www.army-guide.com/eng/product3608.html
8. ↑  http://www.army-guide.com/eng/product476.html
9. ↑  http://www.army-guide.com/eng/product903.html
10. ↑  http://www.army-guide.com/eng/product415.html
11. ↑  http://www.army-guide.com/eng/product165.html
12. ↑  http://www.army-guide.com/eng/product481.html
13. ↑  http://www.army-guide.com/eng/museum_product129.html
14. ↑  http://www.army-guide.com/eng/product3851.html
15. ↑  http://www.army-guide.com/eng/product4227.html
16. ↑  http://www.army-guide.com/eng/product1004.html
17. ↑  http://www.army-guide.com/eng/product159.html
18. ↑  http://www.army-guide.com/eng/product1402.html
19. ↑  http://www.army-guide.com/eng/product1003.html
20. 1 2 3  http://www.cascoscoleccion.com/israel/isra602.htm

- Datos: Q978972
- Multimedia: Israel Armored Corps / Q978972